# 藤森えいり
藤森 えいり（ふじもり えいり、1980年4月2日 - ）は、日本の女優。千葉県出身。ファンシーフリー所属。

## 出演
- 筋肉ミュージカル
- 東京メッツ
- 赤毛のアン